# Brava! Reader
Brava! Reader или Brava Reader — бесплатная программа для просмотра и печати PDF, TIFF, XPS, JPG и CSF файлов.
Распространяется под Freeware лицензией, программа бесплатна для персонального и коммерческого использования при условии, что она не будет интегрироваться в другие приложения.
Не поддерживает русский язык.
CSF — Content Sealed Format — собственный закрытый (проприетарный) формат фирмы производителя, позволяет хранить документы в зашифрованном виде.

## Возможности
- Поиск по документу.
- Печать отдельных фрагментов документа.
- Увеличение и уменьшение масштаба документа — zoom.
- Вращение страниц, изменение цвета фона страниц, черно-белый режим просмотра.